# Cordillera (provins i Bolivia)

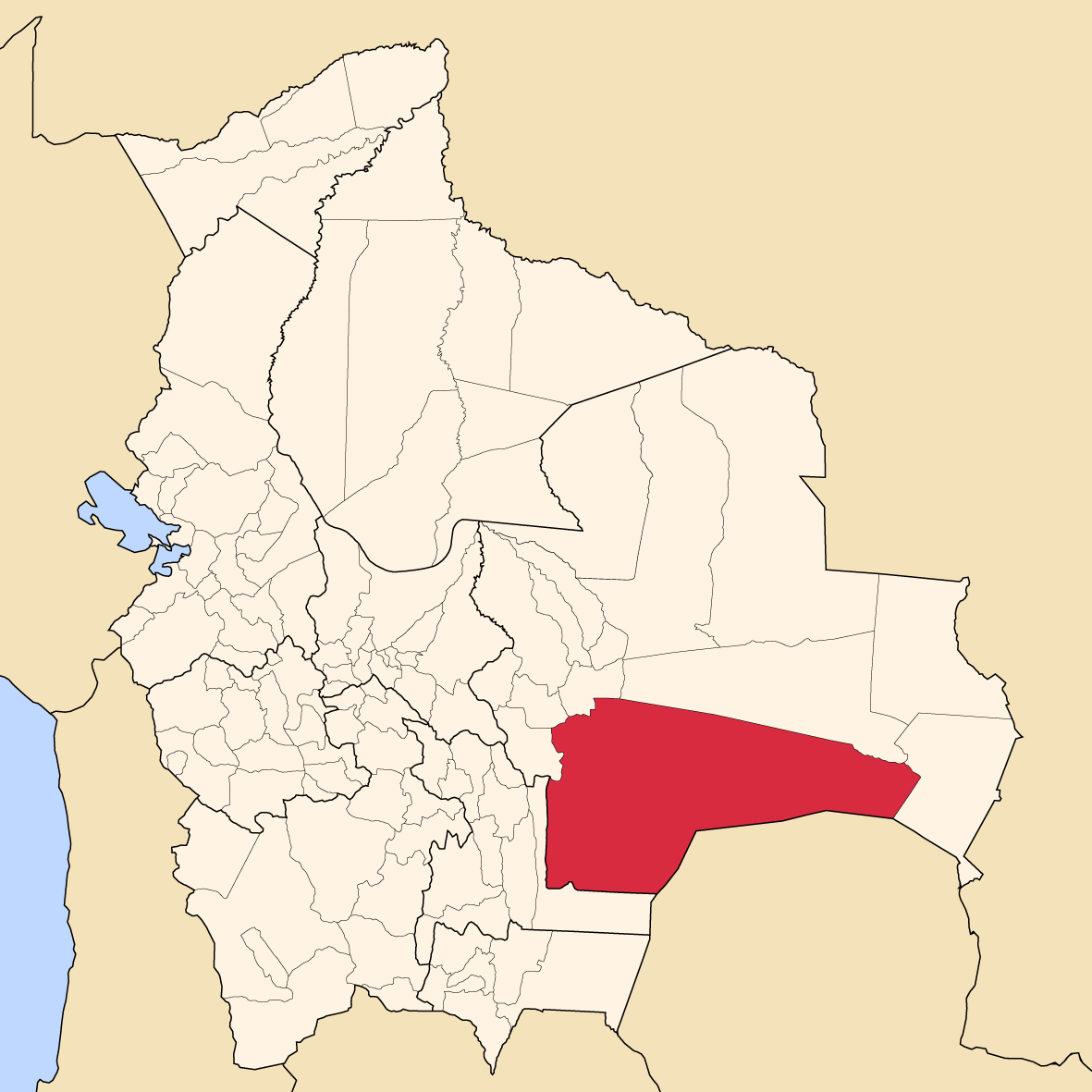
Provinsens läge i Bolivia

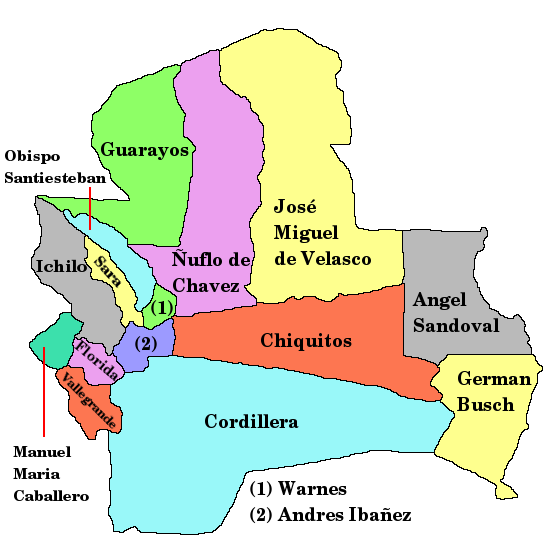
Provinser i Santa Cruz

Cordillera är en provins i departementet Santa Cruz i Bolivia. Den administrativa huvudorten är Lagunillas.